# アイネ・クライネ・ナハトムジーク
『アイネ・クライネ・ナハトムジーク』（Eine kleine Nachtmusik）K. 525は、ヴォルフガング・アマデウス・モーツァルトが作曲したセレナードのひとつである。

## 概説
本作はモーツァルトの楽曲の中でも非常に有名な曲の一つである。1787年8月10日にウィーンで作曲が完了された。この期日はオペラ・ブッファ『ドン・ジョヴァンニ』の作曲中の時期にあたる。ただし何らかの機会のために作曲されたと考えられるが、初演に関する史料は残されていない。父レオポルト・モーツァルトの死（1787年5月28日死去）の2ヶ月あまり後に作曲。
アルフレート・アインシュタインは、モーツァルトは同年の『音楽の冗談』（1787年6月14日に作曲完了。父の死去後17日目にあたる）によって失われた音楽の秩序を回復するために作曲したと推測している。しかしながら現在の研究では『音楽の冗談』は1785年には着手され、1787年8月後半に完成されたと考えられている。
なお、旧モーツァルト全集の楽譜に通し番号の13番が充てられたため「セレナード第13番」と表記されることもある。

## 題名
ドイツ語でEineは不定冠詞（英語における“a”）の女性形の主格、kleineは「小さな」の意の形容詞kleinの女性形の主格、Nachtmusikは、Nacht（夜）+Musik（音楽）の合成女性名詞で、「小さな夜の曲」という意味である。この題名はモーツァルト自身が自作の目録に書き付けたものである。かつて日本語では（直訳ふうに）「小夜曲」と訳されていたが、今ではほとんど使われなくなっており、一方で「小夜曲」は「セレナーデ」の訳語として使われている。

## 楽章
モーツァルトの自作の目録には第2楽章のメヌエットとトリオを含む5楽章として記載しており、元来5楽章からなっていたと考えられる。しかし理由は不詳だが第2楽章は散逸しており、下記のような4楽章形式で演奏される。ただし、他のメヌエットを第2楽章に充てて5楽章形式で演奏される例もある。
- 第1楽章 アレグロ
ト長調、4分の4拍子、ソナタ形式。
お使いのブラウザーでは、音声再生がサポートされていません。音声ファイルをダウンロードをお試しください。

- 第2楽章 ロマンツェ：アンダンテ
ハ長調、2分の2拍子、複合三部形式。
- 第3楽章 メヌエットとトリオ：アレグレット
ト長調（トリオはニ長調）、4分の3拍子、複合三部形式。
- 第4楽章 ロンド：アレグロ
ト長調、2分の2拍子、ロンド形式。

## 演奏
弦楽合奏、あるいは弦楽四重奏にコントラバスを加えた弦楽五重奏で演奏される。通常演奏時間は17～8分であるが、楽譜の指示どおり全部繰り返しを行うと20分程度になる。

## アイネ・クライネ・ナハトムジークを使用した作品など

### 楽曲
- 『アイネ・クライネ・ニヒト・ムジーク』- P. D. Q. バッハ（ピーター・シックリーが冗談音楽を発表する際に使用した名前）が発表した楽曲。本曲は元のまま、他者の作品がクオドリベットのスタイルで組み合わされる。
- 『SUPER-CALIFRAGILISTIC-EXPIARI-DOCIOUS』- BOØWYのアルバム『BEAT EMOTION』に収録されている楽曲。
- 『絶対!Part2』- 早坂好恵の楽曲。前奏部分で第1楽章が使用されている。
- 『思い出を置く 君を置く』- 太田裕美の同名アルバムに収録。第2楽章の主題にサトウハチローの詩をあてはめたもの。
- 『国民的行事』- KREVAの楽曲。第1楽章をサンプリングしてアレンジしている。
- 『SERENADE K.V.525-1』- 西司のミニアルバム『四季ORiORi』に収録されている楽曲。アカペラでクラシックの譜面に忠実に歌っている。
- 『アイネクライネ唐獅子ムジーク』- 井上涼が唐獅子図屏風をもとにした歌にアレンジしている。

### テレビ・ラジオ・CM
- 『タモリの音楽は世界だ!』 - テレビ東京で放送されていた番組。テーマ曲に使用され、番組専属バンドが毎回演奏していた。
- 『THE・サンデー』 - 日本テレビの情報番組。プロ野球投手の三沢興一が読売ジャイアンツ在籍時に存在したコーナー「前略、三沢興一です」（ナレーション：小野田英一）で、第1楽章のオカリナバージョンがコーナーのBGMとして流されていた。
- 『加山雄三ショー』 - 1980年代後半にNHKテレビで放映された番組。宮川泰がゲストの回にイントロ・サビが第1楽章で中身が『ドリフのズンドコ節』、という宮川のアレンジによる曲が演奏されたことがある。
- 『みんなのコーラス』 - NHK-FM放送の番組。第1楽章と第4楽章の冒頭部分をアレンジした曲がオープニングに使われている。
- 1980年代に日本ヴィックスから発売されていたのど薬「ヴィックス コフドロップ」（現在は「ヴィックス メディケイテッド ドロップ」の名で大正製薬から発売）でのテレビCMで使われていた。その時、「バーカバーカエヘン虫」という歌詞が付けられ、代表的な替え歌として有名になった。
- 片岡物産から発売されているドリップコーヒー「モンカフェ」の1980年代のテレビCMで、竹下景子が第1楽章に日本語の歌詞を乗せて歌っていた。
- アース製薬発売の入浴剤「バスロマン」の2001年度CMの前半部分にて第1楽章を使用。（後半は『天国と地獄』）
- ニッポンレンタカー企業CM・イメージキャラクターの皆藤愛子が第1楽章にのせてサービス内容を歌う。(2011年～)
- 北ガス 北ガスフレアスト（頼めばよかった編） 第一楽章の冒頭部分をアレンジバージョンとして使用している。出演は稲葉篤紀。
- フェリシモ ピンのブラ（背すじピンピンピン篇）第一楽章の冒頭部分をオリジナルボーカルバージョンとして使用。

### ゲーム
- 『マリオブラザーズ』 - 1983年に任天堂から発売されたアクションゲーム。ゲーム開始BGMとして第1楽章の冒頭部分が使用されている。
- 『トップランディング』 - 1988年にタイトーから発売されたアーケード用フライトシミュレーションゲーム。全面クリアのエンディングにアレンジ曲を使用。
- 『実況おしゃべりパロディウス 〜forever with me〜』 - 1996年にコナミ（現・コナミデジタルエンタテインメント）から発売された横スクロールシューティングゲーム。おまけステージ1のBGMとしてこの曲の第1楽章をアレンジしたものが使用されている。
- 『ハローキティとディアダニエルのドリームアドベンチャー』 - 2001年にイマジニアから発売されたアクションゲーム。ステージBGMとして第1楽章が使用されている。
- 『Dance Dance Revolution with MARIO』 - 2005年に任天堂から発売された音楽ゲーム。収録曲である「土管の中のモーツァルト」でこの曲の第1楽章が使用されている。
- 『みんなで鍛える全脳トレーニング』 - 2006年にバンダイナムコゲームス（現・バンダイナムコエンターテインメント）から発売された脳開発ゲーム系のアーケードゲーム。
- 『Saints Row: The Third』 - 2011年にTHQから発売されたオープンワールドのアクションゲーム。ゲーム内で聞けるラジオ (Klassic 102.4) でこの曲が使用されている。

### 映画
- 『機動戦士ガンダムNT』にて、ゾルタン・アッカネンが初登場時に口ずさんで現れる。
- 『エース・ベンチュラ』 - ロン・キャンプ主催のパーティー会場シーンで使用されている。時間経過とシーンの切り替わりに合わせて始め第1楽章、続いて第2楽章が流れ、長時間が経過した次のシーンでは曲が切り替わり『音楽の冗談』の第3楽章が流れる。

### その他
- 東武東上線池袋駅の3・4番線発車メロディーに第3楽章が使用されている。
- 福岡ソフトバンクホークスの藤岡好明投手の登場曲にも使われる。